# Hergold
Hergold je priimek v Sloveniji, ki ga je po podatkih Statističnega urada Republike Slovenije na dan 1. januarja [2010 uporabljalo 23 oseb.  

## Znani  nosilci priimka
- Ivanka Hergold (1943—2013), pisateljica
- Katarina Hergold Germ, umetnostna zgodovinarka, galeristka/kustosinja
- Peter Hergold (*1966), slikar, likovni pedagog
- Tina Hergold (*1981), teniška igralka